# Shama
Shama o Shema è una città di pescatori ed è la capitale del distretto di Shama, uno dei distretti della regione Occidentale del Ghana. La città sorge a 20 km ad est di Sekondi-Takoradi, sulla foce del fiume Pra. È sede ancora oggi di quello che un tempo era Fort San Sebastian, dove si trova la tomba del filosofo Anton Wilhelm Amo, primo africano ad aver frequentato un'università europea.
Gli abitanti della città sono perlopiù impiegati nell'industria della pesca e nelle sue attività correlate come la lavorazione del pesce e la vendita ai mercati locali. Shama è la sessantesima città più popolosa del Ghana con 23.699 abitanti (2013).